# 일본 미소녀 선발대회
《일본 미소녀 선발대회》(일본어: 全日本国民的美少女コンテスト, Japan Bishojo Contest)는 일본의 연예 기획사 오스카 프로모션에서 주최하며, 1987년에 신설된 오디션 선발대회와 청소년 미인대회 이름이다.
전일본 국민적 미소녀 콘테스트 실행위원회에서 주최되고 있고, 일본 미소녀 선발대회의 실행 및 심사기준은 아사히방송과 각 음반회사가 심사를 맡고 있다.
대한민국에서는 에꼴*롤롤모델 선발대회와 젠느모델 선발대회, 미스춘향 선발대회, 슈퍼모델 선발대회 등 아시아의 미소녀 모델 선발대회와 흡사하다.

## 역대 수상자
제1회 (1987년)
- - 그랑프리상：후지타니 미키(藤谷美紀)

제2회 (1988년)
- - 그랑프리상：호소카와 나오미(細川直美)

  - 본선진출:아나이 유코(穴井夕子), 오노 미키요(大野幹代), 하네다 에리카(羽田惠理香)

제3회 (1989년)
- - 그랑프리상：오바라 미쓰요(小原光代)
  - 음악부문상：마쓰다 주리아(松田樹利亜)

제4회 (1990년)
- - 그랑프리상：오다 아카네(小田茜)

  - 모델부문상：이시카와 아사미(石川亜沙美)

제5회 (1991년)
- - 그랑프리상：이마무라 마사미(今村雅美)

  - 본선진출：사이토 마리아(斉藤まりあ) (현・니혼테레비 아나운서)

제6회 (1992년)
- - 그랑프리상：사토 아이코(佐藤藍子)

  - 특별상：요네쿠라 료코(米倉涼子)

  - 연기부문상：스즈키 사리나(鈴木紗理奈)

  - 본선진출：다나카 미사토(田中美里)

  - 예선후보：모치다 가오리(持田香織)

제7회 (1997년)
- - 그랑프리상：스도 아쓰코(須藤温子)

  - 멀티미디어상：마쓰시타 모에코(松下萌子)

  - 연기부문상：하시모토 마나미(橋本愛実)

  - 음악부문상：네지키 마미(根食真実)

  - 특별상：우에토 아야(上戸彩)・이케하타 시노부(池端忍)

  - 본선진출：후지야 마리(藤谷舞)

  - 예선후보：야마모토 아즈사(山本梓)

제8회 (2002년)
- - 그랑프리상*멀티미디어상 (공동)：시부야 아스카(渋谷飛鳥)

  - 그랑프리상：사카타 미즈호(阪田瑞穂)

제9회 (2003년)
- - 그랑프리상*멀티미디어상 (공동)：가와키타 마유코(河北麻友子)

제10회 (2004년)
- - 연기부문상：후쿠다 사키(福田沙紀)

제11회（2006년）
- - 그랑프리상：하야시 탄탄(林 丹丹)

  - 심사위원특별상：쿠츠나 시오리(忽那汐里)・타나카 리카코(田中莉香子) 

  - 연기부문상：미야자키 카렌(宮﨑香蓮) 

  - 모델부문*멀티미디어상 (공동)：타케이 에미(武井咲)

제12회（2009년）
- - 그랑프리상 : 쿠도 아야노(工藤綾乃)

제13회（2012년）
- - 그랑프리상 : 요시모토 미유(吉本 実憂), 오자와 나나카(小澤 奈々花)

  - 심사위원특별상 : 이시가라 미나미(井頭愛海)

제14회（2014년)
- - 그랑프리상 : 다카하시 히카루(高橋ひかる)
  - 심사위원특별상 : 후지에 모에(藤江 萌), 타카무라 유카(髙村 優香)

  - 연기부문상 : 카도가키 히카루(門垣 ひかる), 가와구치 유리나(川口 ゆりな)

  - 모델부문상 : 루비나 마야(ルービナー マヤ), 키쿠가와 리사(菊川 リサ)

  - 음악부문상 : 하나오카 나츠미(花岡 菜積)

  - 멀티미디어상 : 이이지마 미카(飯島 未賀)

  - 그라비아 상 : 이누즈카 시오리(犬塚 しおり)

## 같이 보기
- 오스카 프로모션
- 미소녀
- 미소녀학원